# 툼바 적도 로켓 발사장
툼바 적도 로켓 발사장 (Thumba Equatorial Rocket Launching Station, TERLS)은 1963년 11월 21일에 설립된 인도의 우주기지이다. 인도우주연구기구 (ISRO)가 운영하는 이곳은 인도 본토의 남단에 있는 티루바난타푸람의 툼바에 위치한다. 지구 자기 적도에 매우 가깝고, 근래에는 관측 로켓을 발사하는데 사용된다.
현재는 우주 박물관이 된 옛 세인트루이스 고등학교에서 최초의 로켓이 조립되었다. 지역 보좌 주교인 피터 버나드 페리에라와 티루바난타푸람의 벨기에인 주교 빈센트 빅토르 데리어, 지역 행정관인 마드하반 나이르는 해안 지역에서 600 에이커(2.43 km2)에 달하는 부지를 확보하는 데 중요한 역할을 했다. 페레이라는 압둘 칼람의 과학적 연구를 돕기 위해 교회의 기도실과 주교실을 빌려주었다. 당시 외무부 장관인 락쉬미 N. 메논은 델리에서 프로젝트의 착수에 방해되는 관료적 장애물을 완화시키는데 많은 도움을 주었다.
관측 로켓 시스템은 미국 항공 우주국(NASA)에서 대여했으며 탑재물은 프랑스 국립 우주 연구 센터(CNES)에서 제공했다. 이 행사는 다음날 발생한 존 F. 케네디 암살 사건으로 인해 전세계 언론의 주목을 받지 못했다.

## 위치
툼바는 북위 8°32'34" 동경 76°51'32"에 위치하여 저고도, 상층 대기, 전리층 연구에 적합하다. 툼바는 케랄라주 티루바난타푸람 공항 근처의 작은 어촌 마을이다. 또한 파키스탄, 중국, 아프가니스탄 및 방글라데시에서 가장 먼 지점 중 하나이다.
1961년 비크람 사라바이는 에크나트 바산트 치트니스에게 우주 프로그램을 위한 입지 조사를 맡겼다. 200여 곳을 방문한 끝에 과학자 패널은 카루나가팔리 인근의 벨라나투루투, 카니아쿠마리 인근의 에주데삼 그리고 툼바를 후보지를 압축하였다. 지구 자기 적도는 콜람 인근의 벨라나투루투을 통과했고 툼바는 타협된 위치였다. 상대적으로 인구밀도가 높은 콜람 해안 지역의 토지 확보의 어려움,  강수량이 적은 툼바의 조건, 케랄라 주지사인 파툼 타누 필라이의 티루바난타푸람 유치 지지, 티루바난타푸람의 공항 등의 요건으로 1962년 인도 물리학연구소에서 열린 회의에서 툼바를 최종 후보지로 확정하였다.

동쪽으로 아슈타무디 호수를 끼고 있는 벨라나투루투가 툼바에 밀린 또 다른 이유는 비크람 사라바이와 피샤롯 라마 피샤로티의 저녁 식사 토론이었다. 피샤로티는 벨라나투루투가 말라얄람어로 '흰 코끼리 모래톱'이라고 이야기했고, 사라바이는 그런 이름을 가진 곳을 선정하기를 꺼려했다.